# Heteronychus bituberculatus
Heteronychus bituberculatus är en skalbaggsart som beskrevs av Hermann Julius Kolbe 1900. Heteronychus bituberculatus ingår i släktet Heteronychus och familjen Dynastidae. Inga underarter finns listade i Catalogue of Life.